# Dixa neohegemonica
Dixa neohegemonica är en tvåvingeart som beskrevs av Peters och Cook 1966. Dixa neohegemonica ingår i släktet Dixa och familjen u-myggor.
Artens utbredningsområde är Kalifornien. Inga underarter finns listade i Catalogue of Life.